# Токіо (футбольний клуб)
ФК «Токіо» (яп. FC東京, Ефуті Токіо) — японський футбольний клуб з міста Токіо, який виступає в Джей-лізі.

## Досягнення

### Національні
ФК «Токіо»
- Джей-ліга
  -  Чемпіон (2): 2004, 2009

- Кубок Імператора
  -  Володар (1): 2011

- Кубок Джей-ліги
  -  Володар (3):  2004, 2009, 2020

- Джей-ліга 2
  -  Чемпіон (1): 2011

ФК «Токіо-Газ» (аматорський період)
- Регіональна серія плей-оф
  -  Чемпіон (1): 1990

- Японська футбольна ліга
  -  Чемпіон (1): 1998

### Міжнародні
ФК «Токіо»
- Кубок банку Суруга
  -  Чемпіон (1): 2010

## Відомі гравці
- Нагатомо Юто
- Конно Ясуюкі
- Лі Таданарі
- Комано Юїті
- Огуро Масасі
- Іноха Масахіко
- Кадзі Акіра
- Маеда Рьоїті
- Дої Йоїті
- Фукунісі Такасі
- Ханю Наотаке
- Кавакацу Рьоіті
- Асано Тецуя
- Масуда Тадатосі
- Вагнер Лопес
- Гонда Сюїті
- Моніва Теруюкі
- Саката Дайсуке
- Такамацу Дайку
- Хіраяма Сота
- Йонемото Такудзі
- Ватана Бекадзума
- Ісікава Наохіро
- Токунага Юхеї
- Такахасі Хідето
- Ота Косуке
- Морісіге Масато
- Муто Йосінорі
- Маруяма Юїті
- Джейд Норт
- Натан Бернс
- Пауло Ванчопе
- Лассад Нуїуї
- Сантьяго Сальседо
- Каборе

## Відомі тренери
| Тренер             | Нац.       | Період                          |
| ------------------ | ---------- | ------------------------------- |
| Окума Кіюті        | Японія     | 1 січня 1995 – 31 грудня 2001   |
| Тасін Жаббарі      | Нідерланди | 1998                            |
| Хара Хіромі        | Японія     | 1 січня 2002 – 19 грудня 2005   |
| Алешандре Галло    | Бразилія   | 20 грудня 2005 – 14 серпня 2006 |
| Курамата Хісау     | Японія     | 15 серпня 2006 – 6 грудня 2006  |
| Хара Хіромі        | Японія     | 7 грудня 2006 – 31 грудня 2007  |
| Юфуку Хіроті       | Японія     | 1 січня 2008 – 19 вересня 2010  |
| Окума Кіюті        | Японія     | 20 вересня 2010 – 2 січня 2011  |
| Ранко Попович      | Сербія     | 2 січня 2012 – 31 грудня 2013   |
| Массімо Фіккаденті | Італія     | 2 січня 2014 – 31 грудня 2015   |
| Юфуку Хіроті       | Японія     | 1 січня 2016–теперішній час     |